# Kora Ola Ola!
Kora Ola Ola! – czwarty solowy album Kory, wydany 17 lutego 2003 roku nakładem wytwórni płytowych Polskie Radio, Kamiling Co oraz BMG Poland. Album zawiera 16 piosenek wykonywanych przez wokalistkę, a jego pierwszym promującym singlem został utwór „Nim zakwitnie tysiąc róż”, który dotarł do drugiej pozycji Listy Przebojów Programu Trzeciego. 
Płyta dotarła do 1. miejsca listy OLiS.

## Lista utworów
Opracowano na podstawie materiału źródłowego.
1. „Nim zakwitnie tysiąc róż”
2. „Serce matki”
3. „Krakowski spleen”
4. „Augustowskie noce”
5. „Ola Ola!”
6. „Wyjątkowo zimny maj”
7. „To tango jest dla mojej matki”
8. „Trudniej wierną być w sobotę”
9. „Paranoja is so cold”
10. „Pamiętasz była jesień”
11. „Jeszcze jeden pocałunek”
12. „Słońce jest okiem boga”
13. „To ostatnia niedziela”
14. „Como fue”
15. „Pod Papugami”
16. „W krainie ciemności”